# Voo Sriwijaya Air 182
O voo Sriwijaya Air 182 era uma rota comercial doméstica de passageiros operada pela Sriwijaya Air entre o Aeroporto Internacional Soekarno-Hatta, em Jacarta, até o Aeroporto Internacional Supadio, em Pontianak, na Indonésia. Em 9 de janeiro de 2021, um Boeing 737-524 que operava a rota desapareceu cerca de quatro minutos após a decolagem em Jacarta, sendo posteriormente constatado que a aeronave caiu no Mar de Java, próximo às Mil Ilhas.

## Aeronave
A aeronave envolvida era um Boeing 737-524, registrado como PK-CLC (número de série 27323), fabricado em 1994 e entregue à Continental Airlines no mesmo ano. A aeronave passou a integrar brevemente a frota da United Airlines em 2010, antes de se juntar à frota da Sriwijaya Air em 2012.

## Detalhes do voo

Rota do Voo Sriwijaya Air 182.

A aeronave estava programada para decolar do Aeroporto Internacional Soekarno-Hatta em Jacarta às 13h25 UTC+7 (6h25 UTC), e estava programada para chegar ao Aeroporto Internacional Supadio em Pontianak às 14h50 UTC+7 (8h50 UTC). A aeronave decolou da Pista 25R às 14h14 UTC+7.
O voo 182 estava subindo para 13 mil pés (4 mil metros) quando desviou abruptamente para a direita e teve uma perda de altitude repentina. De acordo com os dados de voo fornecidos pelo AirNav Radarbox, a aeronave teve uma rápida queda na altitude durante a fase de subida de 10 900 pés (3 300 metros) para 7 650 pés (2 330 metros) às 7h40 UTC. O FlightRadar 24 relatou que quatro minutos após a decolagem, a aeronave caiu cerca de 10 mil pés (3 mil metros) em menos de um minuto. Seu último contato com o controle de tráfego aéreo foi às 14h40 UTC+7 (7h40 UTC). A aeronave teria despencado no Mar de Java, cerca de 19 quilômetros (12 milhas; 10 milhas náuticas) do aeroporto de origem.

### Passageiros e tripulação
Foi inicialmente relatado que a aeronave transportava 56 passageiros e 6 tripulantes, todos indonésios, incluindo sete crianças e três bebês. Contudo, de acordo com uma conferência de imprensa, o voo 182 transportou 50 passageiros e 12 tripulantes.
Sua tripulação consistia no comandante e o primeiro oficial, bem como quatro comissários de bordo. O comunicado que foi divulgado ao público indicava que outros 6 membros da tripulação, incluindo um capitão e um oficial de vôo, também estavam a bordo da aeronave.
A carga carregada na aeronave foi confirmada em 500 quilogramas (1 100 libras).

## Busca e resgate
Vários relatos de testemunhas oculares foram relatados. Um pescador local relatou que a aeronave caiu a apenas 14 metros (46 pés) de sua localização. Ele afirmou que "um pedaço" da aeronave estava pegando fogo antes do impacto com o mar. Enquanto isso, os cidadãos das Mil Ilhas, onde o avião caiu nas proximidades, ouviram duas explosões. No momento estava chovendo na região. O primeiro relato de um acidente de avião em Thousand Islands foi feito às 14h30 UTC+7, onde um pescador relatou que um avião havia caído e explodido no mar. Às 16h, testemunhas oculares se coordenaram com os bombeiros para procurar a aeronave. O regente das Mil Ilhas relatou que algo caiu e explodiu próximo a Ilha Laki.
O chefe da Agência Nacional de Busca e Resgate da Indonésia, Bagus Puruhito, relatou que o local do acidente estava localizado a 11 milhas náuticas (20 km) do aeroporto de origem. A tripulação de um navio do Ministério dos Transportes relatou que partes de corpos, fragmentos de roupas, eletrônicos e destroços foram recuperados do mar em águas próximas às Thousand Islands, com combustível de aviação também relatado no local. As águas perto do provável local do acidente têm uma profundidade de cerca de 15 a 16 metros (49 a 52 pés).
A Agência Nacional de Busca e Resgate da Indonésia imediatamente desdobrou pessoal para o local do acidente, enquanto a Polícia Nacional da Indonésia e o Ministério dos Transportes montaram centros de crise no Porto de Tanjung Priok e no Aeroporto Internacional Soekarno-Hatta, respectivamente. A Marinha da Indonésia implantou uma série de navios para as operações SAR, além de helicópteros.